# رفاه جانوران در آلمان نازی
رفاه جانوران در آلمان نازی به‌طور جامع و همه‌گیر توسط دولت و حزب ملی سوسیالیست کارگران آلمان صورت می‌پذیرفت و دولت رایش اقدامات بسیاری را برای حمایت از حقوق جانوران انجام داد.
با سر کار آمدن حزب ملی سوسیالیست کارگران آلمان در سال ۱۹۳۳، جامع‌ترین قانون حمایت از جانوران تا آن زمان در اروپا، در آلمان وضع و اجرا شد. این اولین اقدام توسط یک دولت برای شکستن حصار بین انسان و جانور به‌شمار می‌رفت. بسیاری از رهبران نازیست مانند آدولف هیتلر، هرمان گورینگ و رودلف هس از دوستداران جانوران بودند. و از طرفداران محیط زیست و از حامیان حفاظت از جانوران به‌شمار می‌رفتند. هاینریش هیملر سعی کرد تا به‌طور کامل شکار را ممنوع سازد. قانون کنونی حمایت از جانوران در جمهوری فدرال آلمان نسخه‌ای اندک تغییریافته از این قانون در رایش سوم است.